# Johann Walleshauser
Johann Evangelist Walleshauser auch Wallishauser, Wellesberger, Künstlername Giovanni Valesi, mit verschiedenen Schreibweisen wie Walesi oder Vallesi, (* 28. April 1735 in Hattenhofen; † 10. Januar 1816 in München) war ein deutscher Opernsänger (Tenor) und Gesangspädagoge.

## Leben
Der Sohn des Mesners Melchior Walleshauser war schon als Knabe sehr musikalisch. Der damalige Pfarrherr von Günzlhofen, Max Graf von Valvasoni, erkannte das Talent und ließ ihn bei Placidus von Camerloher in Freising in Musik und Gesang ausbilden. Ab 1754 war er im Dienst des Fürstbischofs in Freising. 1755 sang Walleshauser in Amsterdam, Lüttich, Brüssel und Nancy. 1756 wurde er Kurfürstlich Bayerischer Hof- und Kammersänger und debütierte 1757 als Opernsänger in München. 1757 setzte er seine Ausbildung mit Unterstützung des bayerischen Kurfürsten in Italien fort und trat in den folgenden fünf Jahren erfolgreich an zahlreichen italienischen Opernbühnen auf und war auch als Gesangspädagoge tätig. Von Venedig kehrte er 1776 als „Giovanni Valesi“ nach München zurück, gastierte 1777 in Prag, Dresden, Weimar und Berlin und übernahm 1781 in der Münchner Uraufführung von Mozarts Idomeneo die Partie des „Gran Sacerdote“. 1798 gab er in München seinen Abschied von der Bühne und wirkte seitdem als Gesangspädagoge.

## Schüler
- Josef Valentin Adamberger
- Katharina Kainz
- Carl Maria von Weber